# Stromatopelma pachypoda
Stromatopelma pachypoda là một loài nhện trong họ Theraphosidae.
Loài này thuộc chi Stromatopelma. Stromatopelma pachypoda được Embrik Strand miêu tả năm 1908.